# N-(3-三氟甲基苯基)哌嗪
N-(3-三氟甲基苯基)哌嗪（缩写TFMPP）是一种含氮有机氟化合物，分子式C
11H
13F
3N
2，属于N-苯基哌嗪衍生物，曾作为娛樂性用藥。